# Indukti
Indukti ist eine Progressive-Metal-Band aus Polen.

## Geschichte
Indukti wurde vermutlich im Jahr 2000 gegründet und ging aus der Gruppe Vein hervor. Viele der Band-Mitglieder sind ausgebildete Musiker, kommen teilweise aus dem Bereich der Klassischen Musik und wirken auch in weiteren Projekten mit.
Das Debütalbum S.U.S.A.R. erschien im September 2004 zunächst in Polen, am 6. September 2005 dann weltweit.
Anfang 2008 kündigten Indukti auf ihrer Homepage an, die Aufnahmen zu ihrem zweiten Studioalbum Idmen zu beginnen, welches im darauffolgenden Jahr veröffentlicht wurde.

## Band-Mitglieder
- Wawrzyniec Dramowicz (Schlagzeug) machte seinen Abschluss an der McGill University in Montreal, ist Mitglied des Philharmonieorchesters Polen und war Mitglied des Sinfonieorchesters Montreal.
- Ewa Jabłońska (Violine) studierte Musik und war früher Mitglied der polnischen Bands Kokszoman, Halucyna und Vein.
- Piotr Kocimski (Gitarre) ist ausgebildeter Musiker und Psychologe.
- Maciej Jaśkiewicz (Gitarre) war Mitglied mehrerer Metal-Projekte.
- Maciej Adamczyk (E-Bass).[1]

Als Gastmusiker auf dem Debütalbum S.U.S.A.R. unterstützen Anna Faber (Harfe) sowie Mariusz Duda, Sänger der Band Riverside, das Quintett. Im Gegenzug spielte Dramowicz 2008 das Schlagzeug auf Dudas Solo-Album Lunatic Soul.

## Stil
Die Musik von Indukti lässt sich dem Progressive Rock zurechnen, zwischen Progressive Metal, New Artrock, Retro-Prog und ergänzt mit Elementen klassischer Musik. Eine Besonderheit ist der Einsatz der Violine.

## Diskografie
- S.U.S.A.R. (2004)
- Idmen (2009)